# Montecincla
Montecincla är ett fågelsläkte i familjen fnittertrastar inom ordningen tättingar. Tidigare inkluderas de alla i Trochalopteron eller i Garrulax när den förra inkluderades i den senare. Genetiska studier har dock visat att arterna i släktet står närmare exempelvis prakttimalior (Liocichla) och sångtimalior (Leiothrix) och har därför lyfts ut till ett nyskapat släkte. Släktet omfattar fyra arter med utbredning enbart i sydvästra Indien:
- Banasurafnittertrast (Montecincla jerdoni)
- Nilgirifnittertrast (Montecincla cachinnans)
- Palanifnittertrast (Montecincla fairbanki)
- Ashambufnittertrast (Montecincla meridionalis)